# Niclas Melin
Lars Niclas Melin, född 15 februari 1972, är en svensk reklamman.
Melin arbetade tidigare på reklambyrån Collaborate, där han från 2001 var vd.
År 2002 lämnade han Collaborate för att bli projektledare på Paradiset DDB. I augusti 2003 tog han även över som vd. Byrån befann sig då i en kris efter att viktiga anställda och kunder lämnat vilket ledde till nedskärningar. Under Melins ledning lyckade dock byrån vända krisen och så att den kunde nyanställa igen. År 2004 släpptes även det gamla namnet Paradiset och byrån bytte namn till DDB Stockholm för att markera en nystart.
År 2011 blev Melin Nordenchef för DDB. Hösten 2017 konsoliderades verksamheten till Nordenbyrån Nord DDB, fortfarande med Melin som vd.